# فريدريك باكمان
فريدريك باكمان (بالسويدية: Fredrik Backman)‏ (من مواليد 2 يونيو 1981 في ستوكهولم، السويد) هو صحفي وكاتب وعالم ويب سويدي. اشتهر بكتابة المدونات الإلكترونية. كتب فريدريك مقالات للصحف وتعاون مع مجلة مترو. في عام 2012، كتب روايه «رجل كان يُدعى أوفي»، الذي بيع منه أكثر من 600 ألف نسخة في ذلك العام. زوجة فريدريك من اصول إيرانية ويعيشون في السويد مع طفليهما.

## الحياة الشخصية
تزوج فريدريك بيكمان من ندا شافتي في عام 2009 ولديهم طفلان. بعد روايه «رجل يدعى أوفي»، كتب كتابه الثاني بأسم «الأشياء التي يحتاج ابني معرفتها عن العالم» (2012)، الذي كان مبنيًا على تجاربه. وسماه «دليل الأبوة والأمومة للمبتدئين».

## وصلات خارجية
- الموقع الرسمي
- فريدريك باكمان على موقع IMDb (الإنجليزية)
- فريدريك باكمان على موقع مونزينجر (الألمانية)
- فريدريك باكمان على موقع ميوزك برينز (الإنجليزية)
- فريدريك باكمان على موقع قاعدة بيانات الفيلم (الإنجليزية)